# 瀧田佐登子
瀧田 佐登子（たきた さとこ、1963年 - ）は、日本のシステム技術者。一般社団法人WebDINOジャパン（旧モジラ・ジャパン）代表理事。旧一般社団法人Mozilla Japan代表理事。慶應義塾大学大学院政策・メディア研究科講師。愛称はChibi（ちび）。新字体で滝田 佐登子（たきた さとこ）と表記される場合もある。「ブラウザの母」。

## 来歴

### 生い立ち
1963年生まれ。鳥取県鳥取市にて生まれ育つ。鳥取県立鳥取西高等学校を経て、明星大学の理工学部に進学した。入学前は宇宙工学に関心を抱いていたが、大学には該当する学科がなかったため生物化学を学ぶことにし、酵母菌の突然変異などを研究した。全く就職活動をしていなかったが、卒業間際になって日電東芝情報システム（のちのNECトータルインテグレーションサービス）が女性技術者を初採用すると知り興味を抱き、電話してみたところ当日入社試験を受けることになり、そのまま入社が決まった。1986年3月に明星大学を卒業し、翌月、日電東芝情報システムに入社した。

### 技術者として
プログラミング経験は全くなかったが、日電東芝情報システムではACOS上で動作するCADを担当する部署に技術者として配属されたため、FORTRANに取り組んだ。また、ACOSの案件がないときは、営業担当者と2人でパソコン用のCADの飛び込み営業をしていた。その後、UNIXやC言語に関心を持つようになり、1988年に富士ゼロックス情報システムに転職する。1991年、偶然再会した日電東芝情報システム時代の上司に勧められ、東芝システム開発（のちの東芝アイティー・ソリューション）に転職する。同社では、東芝のUNIXワークステーション事業を担当する部署に配属され、サン・マイクロシステムズなどのソフトウェアのサポートなどに従事した。このころ、NCSA MosaicやNetscape Navigator、Javaに興味を抱く。その後、東芝がネットスケープコミュニケーションズのソフトウェアをライセンス販売することになり、ネットスケープコミュニケーションズとの折衝を担当することになった。
1996年に日本ネットスケープ・コミュニケーションズからヘッドハントされ、同社に転職した。サポートエンジニアとして入社したものの、アメリカ合衆国のネットスケープコミュニケーションズ本社に常駐し、Netscape Navigatorの日本語ローカライズに携わった。しかし、ネットスケープコミュニケーションズの経営状況が思わしくなくなったことから、2001年に日本ネットスケープ・コミュニケーションズが閉鎖されることが決定した。これにより、Netscape Navigatorを導入した日本の企業ユーザに対するサポートは、アメリカ合衆国のAOL / Netscape本社と直接契約を結んだうえで、瀧田が行うことになった。日本ネットスケープ・コミュニケーションズの事業所もなくなったため、自宅を仕事場代わりにし、日本の企業ユーザーに対する最新バージョンの提供やアップグレードの提案を一人で行っていた。しかし、2003年には、同社がNetscape Navigatorなどクライアント事業から完全に撤退することになったため、それにともない瀧田の契約も終了した。
2004年に3名でMozilla Japanを発足させ、2006年に代表理事に就任した。また、慶應義塾大学を拠点とし、同大学大学院政策・メディア研究科などが参加する「先端ITスペシャリスト育成プログラム」では、講師を務めている。これらの業績に対して、2008年12月に日経BP『日経ウーマン』から「日経ウーマン・オブ・ザ・イヤー2009リーダー部門」が授与され、2009年10月に情報処理推進機構から「2009年度日本OSS貢献者賞」が授与されるなど、幾つかの賞を受賞している。

## 人物
愛称・異名など
ネットスケープコミュニケーションズ本社での愛称は「Chibi」であった。現在でも、ブログの末尾などに「by Chibi」と署名することがある。マスメディアなどでは「ブラウザの母」と評されることがある。また、瀧田自身は、日本ネットスケープ・コミュニケーションズ解散後に日本の企業ユーザのサポートを一人で担当していたことを回顧し、当時の様子を「一人ネットスケープ」と称することもある。コミュニティからは「ブラウザーの母」とも呼ばれている。
趣味・特技
スポーツが得意である。日本赤十字社救助員の資格に加え、ライフセービングの資格も持つ。富士ゼロックス情報システム時代は、技術者としての勤務の傍ら、朝晩2回、東京YWCAで水泳のインストラクターを兼業していたという。

## 家族
既婚者であり、1997年11月に結婚式を行った。夫は「UNIX研究者として有名な大学教授」であり「日本における情報セキュリティの第一人者」だとされているが、お互い夫婦であることを積極的には公表していない。

## 略歴
- 1963年 - 鳥取県鳥取市にて誕生。
- 1986年 - 明星大学理工学部卒業。

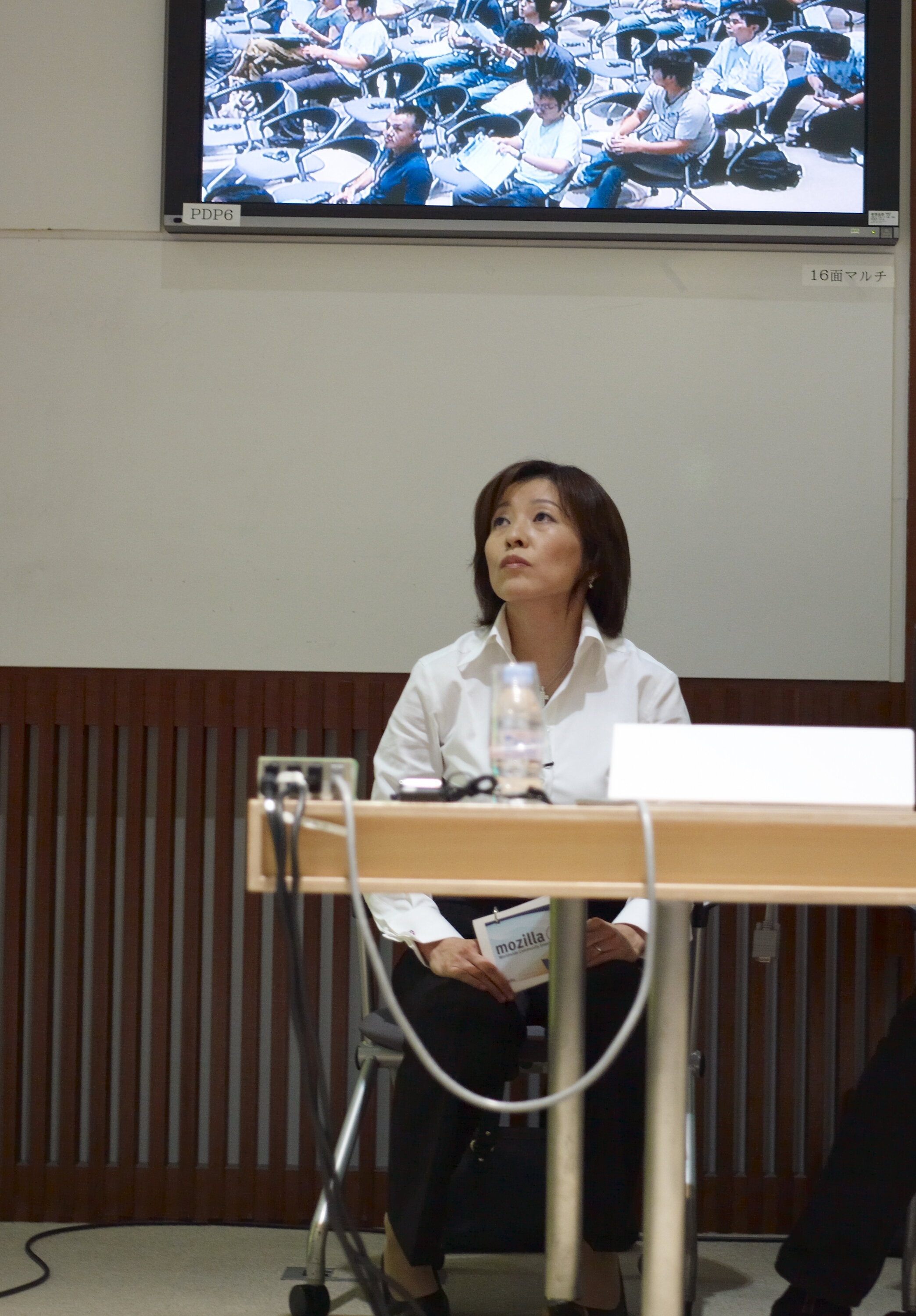
2007年9月15日、Mozilla 24にて

- 1986年 - 日電東芝情報システム入社。
- 1988年 - 富士ゼロックス情報システム入社。
- 1991年 - 東芝システム開発入社。
- 1996年 - 日本ネットスケープ・コミュニケーションズ入社。
- 2004年 - Mozilla Japan理事。
- 2006年 - Mozilla Japan代表理事。
- 2007年 - 慶應義塾大学大学院政策・メディア研究科講師。

## 賞歴
- 2008年 - 日経ウーマン・オブ・ザ・イヤーリーダー部門。
- 2009年 - 日本OSS貢献者賞。

## 著作
- 滝田佐登子著『作りながら身につくJava & Java Script――超初心者のためのプログラミング入門』日本経済新聞社、1996年。ISBN 4532144914